# Страде Бјанке 2025.
Страде Бјанке 2025.. било је 19 издање једнодневне бициклистичке трке Страде Бјанкеа, која је одржана 8. марта у италијанском граду Сијена, у покрајини Тоскана, као пета трка у оквиру UCI ворлд тура 2025. Укупна дужина је износила 215 km, старт и циљ су били у Сијени, вожено је 16 сектора калдрме, након што је додат сектор седам Серавале, дуг 9,3 , док је најдужи био сектор пет Лучињано д’Асо дуг 11,9 , а за један од одлучујућих се сматрао сектор осам Монте санте Мари дуг 11,5 km. Циљ је био на средњовјековном тргу у Сијени поплочаним циглом — Пјаца дел Кампо, након стрмог успона по калдрмисаном путу Санта Катерина у последњем километру, који води у центар средњовјековног града. Највећи фаворит је био Тадеј Погачар који је освојио трку 2024. док су остали фаворити били Том Пидкок, Бен Хили, Марк Ирши, Михал Квјатковски и Пељо Билбао.
Пидкок је напао на 78,5 km до циља, што је пратио само Погачар и достигли су бјегунце, од којих је једино Конор Свифт могао да их прати. На спусту на 50 km до циља, Погачар је пао са чела при великој брзини, Пидкок је успио да га избјегне, док је Свифт морао да се заустави али је брзо могао да настави да вози. Погачар је наставио да вози, достигао је Свифта и отишао од њега, а затим је достигао Пидкока који је успорио како би га сачекао. Погачар је напао на 18,8 km до циља и Пидкок је отпао послије 200 метара а затим се предност само повећавала. Погачар је побиједио минут и 24 секунде испред Пидкока, док је на трећем мјесту завршио Тим Веленс који је напао из групе пратилаца на око 15 km до циља.

## Тимови
На трци је учествовало 25 тимова, са по седам возача. Свих 18 ворлд тур тимова имало је аутоматску позивницу али нису били обавезни да учествују пошто је трка додата у ворлд тур послије 2017. године, док су два најбоља про тур тима за претходну сезону такође имали аутоматску позивницу за све ворлд тур трке а трећи на свим једнодневним ворлд тур тркама. Сви ворлд тур тимови су одлучили да учествују, Лото, Израел—премијер тех и Уно—Х мобилити су била три најбоља про тур тима на крају сезоне 2024. и имали су загарантовано учешће на свим ворлд тур тркама, док су специјалне позивнице добили Ку 36.5 про сајклинг, Полти визит Малта, Тудор про сајклинг и Солушен тех—Вини фантини.
UCI ворлд тур тимови:
| - Алпесин—декунинк - Аркеа—бб хотелс - Бахреин—викторијус - Визма—лејз а бајк - Групама—ФДЈ - Декатлон АГ2Р ла мондијал - ЕФ едукејшон—изипост - Инеос гренадирс - Интермарше—ванти | - Кофидис - Лидл—трек - Мовистар - Пикник постнл - Ред бул—Бора–ханзго - Судал—Квик-степ - УАЕ тим емирејтс ХРГ - ХДС Астана - Џејко—алула |

UCI про тур тимови:
| - Израел—премијер тех - Лото - Ку 36.5 про сајклинг - Полти визит Малта | - Солушен тех—Вини фантини - Тудор про сајклинг - Уно—Х мобилити |

## Новчане награде
Укупан новчани фонд на трци износио је 40.000 евра. Побједник је добио 16.000, другопласирани 8.000, трећепласирани 4.000, четвртопласирани 2.000, а награде је добијало првих 20 возача, с тим да су сви возачи од десетог до 20. мјеста добијали по 400 евра.
| Позиција | Износ       | Износ |
| Позиција | Крај трке   |       |
| -------- | ----------- | ----- |
| 1.       | 16.000 евра |       |
| 2.       | 8.000 евра  |       |
| 3.       | 4.000 евра  |       |
| 4.       | 2.000 евра  |       |
| 5.       | 1.600 евра  |       |
| 6.       | 1.200 евра  |       |
| 7.       | 1.200 евра  |       |
| 8.       | 800 евра    |       |
| 9.       | 800 евра    |       |
| 10—20.   | 400 евра    |       |

## Рута и сектори калдрме
Укупна дужина трке је износила 213 km, вожено је 16 сектора калдрме, један више у односу на трку 2024. након што је додат сектор седам Серавале, дуг 9,3 , Укупна дужина калдрмисанкх сектора износила је 82 km, најдужи је био сектор пет Лучињано д’Асо дуг 11,9 , а за један од одлучујућих се сматрао сектор осам Монте санте Мари дуг 11,5 km, са максималним нагибом од 18%. Циљ је био на средњовјековном тргу у Сијени поплочаним циглом — Пјаца дел Кампо, након стрмог успона по калдрмисаном путу Санта Катерина у последњем километру, који води у центар средњовјековног града.
| Бр. | Име                                 | Дужина од    | Дужина од | Дужина (km) | Категорија        | Максимални нагиб |
| Бр. | Име                                 | Почетак (km) | Крај (km) | Дужина (km) | Категорија        | Максимални нагиб |
| --- | ----------------------------------- | ------------ | --------- | ----------- | ----------------- | ---------------- |
| 1.  | Видрита                             | 14,2         | 198.8     | 4,4         | *                 | —                |
| 2.  | Бањаја                              | 19,2         | 193.8     | 4,8         | * · * · *         | 15%              |
| 3.  | Ради                                | 30,1         | 182.9     | 4,4         | * · *             | 12%              |
| 4.  | Ла пјана                            | 40,7         | 172.3     | 6,4         | *                 | —                |
| 5.  | Лучињано д’Асо                      | 73,4         | 139.6     | 11,9        | * · * · *         | —                |
| 6.  | Пиеве а Салти                       | 86,3         | 126.7     | 8,0         | * · * · * · *     | 11%              |
| 7.  | Серавале                            | 99,9         | 113.1     | 9,3         | * · * · *         | 11%              |
| 8.  | Сан Мартино ин Гранија              | 110.7        | 102.3     | 9,4         | * · * · * · * · * | 12%              |
| 9.  | Монте санте Мари (сектор Канчелара) | 129.1        | 83,9      | 11,5        | * · * · * · * · * | 18%              |
| 10. | Монтеаперти                         | 159.3        | 53,7      | 0,6         | * · *             | 13%              |
| 11. | Коле Пинцуто                        | 163.8        | 49,2      | 2,4         | * · * · * · *     | 15%              |
| 12. | Ле Толфе                            | 170          | 43        | 1,1         | * · * · * · *     | 18%              |
| 13. | Страда дел Кастањо                  | 173.4        | 39,6      | 0,7         | * · * · *         | —                |
| 14. | Монтекијаро                         | 187.2        | 25,8      | 3,3         | * · *             | —                |
| 15. | Коле Пинцуто                        | 193.9        | 19,1      | 2,4         | * · * · * · *     | 15%              |
| 16. | Ле Толфе                            | 197.7        | 15,3      | 1,1         | * · * · * · *     | 18%              |

## Резултати
| Позиција | Возач                    | Тим                  | Вријеме    |
| -------- | ------------------------ | -------------------- | ---------- |
| 1.       | Тадеј Погачар (СЛО)      | УАЕ тим емирејтс ХРГ | 5ч 13' 58" |
| 2.       | Том Пидкок (УК)          | Ку 36.5 про сајклинг | + 1' 24"   |
| 3.       | Тим Веленс (БЕЛ)         | УАЕ тим емирејтс ХРГ | + 2' 12"   |
| 4.       | Бен Хили (ИРС)           | ЕФ едукејшон—изипост | + 3' 23"   |
| 5.       | Пељо Билбао (ШПА)        | Бахреин—викторијус   | + 4' 20"   |
| 6.       | Магнус Корт Нилсен (НОР) | Уно—Х мобилити       | + 4' 26"   |
| 7.       | Ђани Вермерш (БЕЛ)       | Алпесин—декунинк     | + 4' 29"   |
| 8.       | Михал Валгрен (ДАН)      | ЕФ едукејшон—изипост | + 4' 37"   |
| 9.       | Ленерт ван Етвелт (БЕЛ)  | Лото                 | + 4' 47"   |
| 10.      | Рохер Адрија (ШПА)       | Ред бул—Бора–ханзго  | + 5' 06"   |